# Passo dei Laghi Gemelli

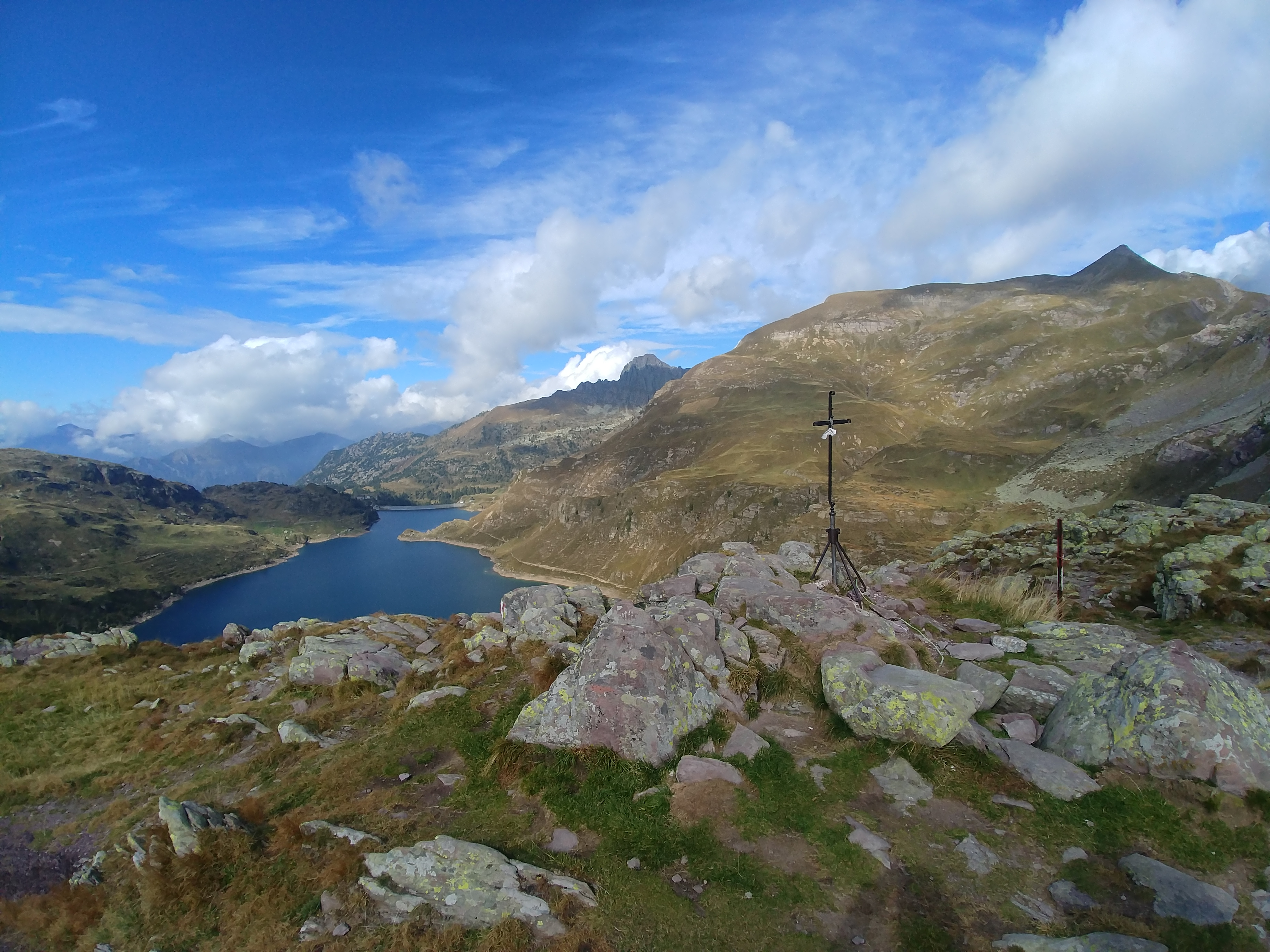
Vista dal passo verso i Laghi Gemelli

Il passo dei Laghi Gemelli (2.139 m s.l.m.) è un valico alpino che collega val Brembana e Val Seriana, in provincia di Bergamo. Si trova a sud dei Laghi Gemelli, sulla cresta compresa tra il monte Spondone ed il monte Corte, di cui fa parte anche il passo di Mezzeno.

## Accessi
Dal valico passa la seconda tappa del Sentiero delle Orobie Orientali, che va dal Rifugio Alpe Corte al Rifugio Laghi Gemelli tramite il sentiero CAI 216.